# Yin yoga

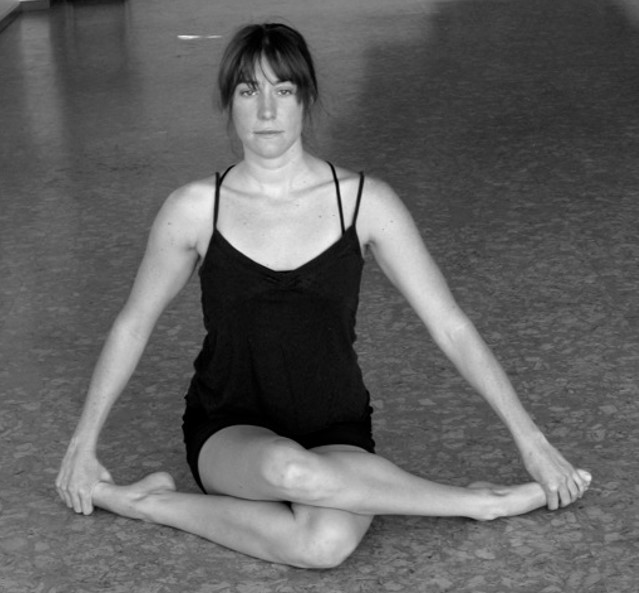
Shoelace pose, een klassieke houding of asana van Yin yoga, een meer meditatieve vorm van yoga. De shoelace-pose opent de heupen, en beïnvloedt de levermeridiaan in de lies, en de galblaasmeridiaan langs de buitenste heup en been.

Yin yoga is een langzame vorm van yoga voor rustige houdingen, en de asana's worden voor langere tijd vastgehouden; drie tot vijf minuten. Op deze manier wordt het bindweefsel langzaam gerekt en gehydrateerd en blijven de gewrichten soepel. Zo wordt er ruimte gecreëerd in het bindweefsel en de gewrichten. Bindweefsel ondersteunt, verbindt, beschermt onze organen en geeft ons lichaam structuur.
Yin yoga onderwijs begon in de Westerse wereld in de late jaren 70, en werd opgericht door martial arts-expert en taoïstische yogaleraar Paulie Zink. Yin yoga wordt nu onderwezen in Noord-Amerika en in Europa, grotendeels te danken aan de onderwijsactiviteiten van Yin yoga-docenten Paul Grilley en Sarah Powers. Zij hebben de Tao Yoga van Zink doorontwikkeld tot een stijl gebaseerd op de Yin kant van poses. Ook hebben ze het deze naam gegeven.
Yin yoga zoals onderwezen door Paul Grilley en Sarah Powers is niet bedoeld als een complete praktijk op zich, maar eerder als een aanvulling op de meer actieve vormen van yoga en lichaamsbeweging. Echter, Paulie Zinks aanpak omvat het volledige scala van taoïstische yoga, zowel yin en yang, en is bedoeld als een volledige beoefening in zichzelf.